# 米内鲁斯-杜铁特
米内鲁斯-杜铁特是巴西圣保罗州的一个市镇。总面积211.892平方公里，总人口12846人，人口密度60.6人/平方公里。